# Jan Henderikse
Jan Henderikse (Delft, 22 januari 1937) is een Nederlands beeldend kunstenaar en wordt wel als de oprichter gezien van de Nederlandse Informele Groep. Henderikse werd geschoold aan de Vrije Academie in Den Haag, maar verliet Nederland al eind jaren vijftig. Henderikse woonde en werkte achtereenvolgens in Keulen, Düsseldorf, op Curaçao, in Antwerpen en in New York.
Tegenwoordig werkt en woont hij in Brooklyn New York en in Antwerpen. 

## Biografie
Samen met Armando, Jan Schoonhoven en Henk Peeters vormde Henderikse in 1960 de Nederlandse Nul-beweging. Van deze groep is Jan Henderikse degene die met industriële producten, uitgesproken afval en weggegooide materialen werkte en deze gebruikte tot het maken van assemblages. Hij is niet de man van de theorie van de Nul, maar van het doen en het maken; Henderikse zag zichzelf als de kunstenaar met het laagste 'Nul-gehalte'.
Centraal in het werk van de groep Nul-kunstenaars stond de nadruk op het onpersoonlijke in de kunst, het objectieve. Daartoe hoorde het vermijden van een persoonlijk handschrift en het zoeken naar maakprocedures die een uitwendige regelmaat en orde bezaten, vergelijkbaar met het productieproces binnen de fabrieken en bedrijven. Dit kwam tot uiting in het gebruik van, voor de kunst van dat moment, zeer ongebruikelijke materialen als centen en kurken (Henderikse), watten en veren (Peeters), karton (Schoonhoven) en bouten en prikkeldraad (Armando).  

## Werk
Zijn werk was niet zo rein en wit als dat van de andere leden, en ook Henderikses voorkeur voor afval (oude kurken, lege verpakkingen) en 'rejects' (afgekeurde foto's uit laboratoria, reclameposters e.d.) maakte dat zijn werk eerder aansluiting vond bij het Franse Nouveau Réalisme van Arman en Daniel Spoerri. Serialiteit (uitgave van werken in veelvoud, met name in de vorm van multiples) en herhaling, het repeteren van vormen binnen een werk, zijn overigens wel kenmerken van Henderikses werk die als typerend voor de Nul-beweging gezien kunnen worden.
In 2001 maakte Sherman de Jesus een documentaire-film over Jan Henderikse. Voor deze film, getiteld All Is Light, ontving De Jesus de prijs Beste Internationale Documentaire van het New York International Independent Film & Video Festival.
In 2013 bracht Jan Hoet naar aanleiding van een grote overzichtstentoonstelling door Kunstzolder.be in Eeklo een atelierbezoek en werd het boek Kaleidioscopia uitgebracht. Het werd de laatste publicatie van de kunstpaus Hoet.
In 2017 nam het M HKA in Antwerpen een grote kratjeswand van Henderikse op in de permanente collectietentoonstelling.
In 2018 opende het Stedelijk Museum Schiedam een solotentoonstelling van de kunstenaar onder de titel Alles en Niets.